# Austrophorocera pellecta
Austrophorocera pellecta är en tvåvingeart som först beskrevs av Henry J. Reinhard 1957.  Austrophorocera pellecta ingår i släktet Austrophorocera och familjen parasitflugor.
Artens utbredningsområde är Arizona. Inga underarter finns listade i Catalogue of Life.